# Charon
Charon fue una banda de género metal gótico fundada en Raahe,
Finlandia. Gracias a su tercer álbum la banda firma contrato con la discográfica Spinefarm Records. Su vocalista Juha-Pekka Leppäluoto también fue el cantante principal de Poisonblack — banda formada por Ville Laihiala, vocalista de Sentenced — en el disco Escapextacy, y además en la actualidad es vocalista del grupo Harmaja (el cual fundó) e integrante del supergrupo de versiones finlandés, Northern Kings, compuesto además por: Jarkko Ahola (Teräsbetoni), Marco Hietala (Nightwish y Tarot), Tony Kakko (Sonata Arctica).
El 3 de junio de 2011, tras 19 años de carrera, anuncian su separación debido a que para ellos "no tenían nada más que aportar al género".

## Miembros

### Miembros actuales
- Juha-Pekka Leppäluoto - voz
- Lauri Tuohimaa - guitarra
- Antti Karihtala - batería
- Teemu Hautamäki - bajo

### Antiguos miembros
- Jasse von Hast - guitarra
- Pasi Sipilä - guitarra
- Marco Sneck - teclados

## Discografía

### Álbumes de estudio
- Sorrowburn (1998)
- Tearstained (2000)
- Downhearted (2002)
- The Dying Daylights (2003)
- Songs for the Sinners (2005)

### Sencillos
- Little Angel (2001)
- In Trust of No One (2003)
- Religious/Delicious (2003)
- Ride on Tears (2005)
- Colder (2005)
- The Cure (2010)

### Recopilaciones
- A-Sides, B-Sides & Suicides (2010)

### Demos
- promo-1993 (1993)
- Inexorable Reciprocation (1993)
- Dies Irae (1994)
- Pilgrimage-Promo-95 (1995)